# Sheshnarayan
Sheshnarayan es un pueblo ubicado en el distrito de Katmandú, provincia de Bagmati, Nepal.

## Superficie
Cuenta con una superficie de 5,1 kilómetros cuadrados.

## Demografía
Datos hasta 2015
- Población: 2917 habitantes.[1]
- Densidad de población: 571,3 habitantes por kilómetro cuadrado.[1]
- Población masculina: 1496 (51,3%).[1]
- Población femenina: 1421 (48,7%).[1]